# Eduscho

Logo von Eduscho

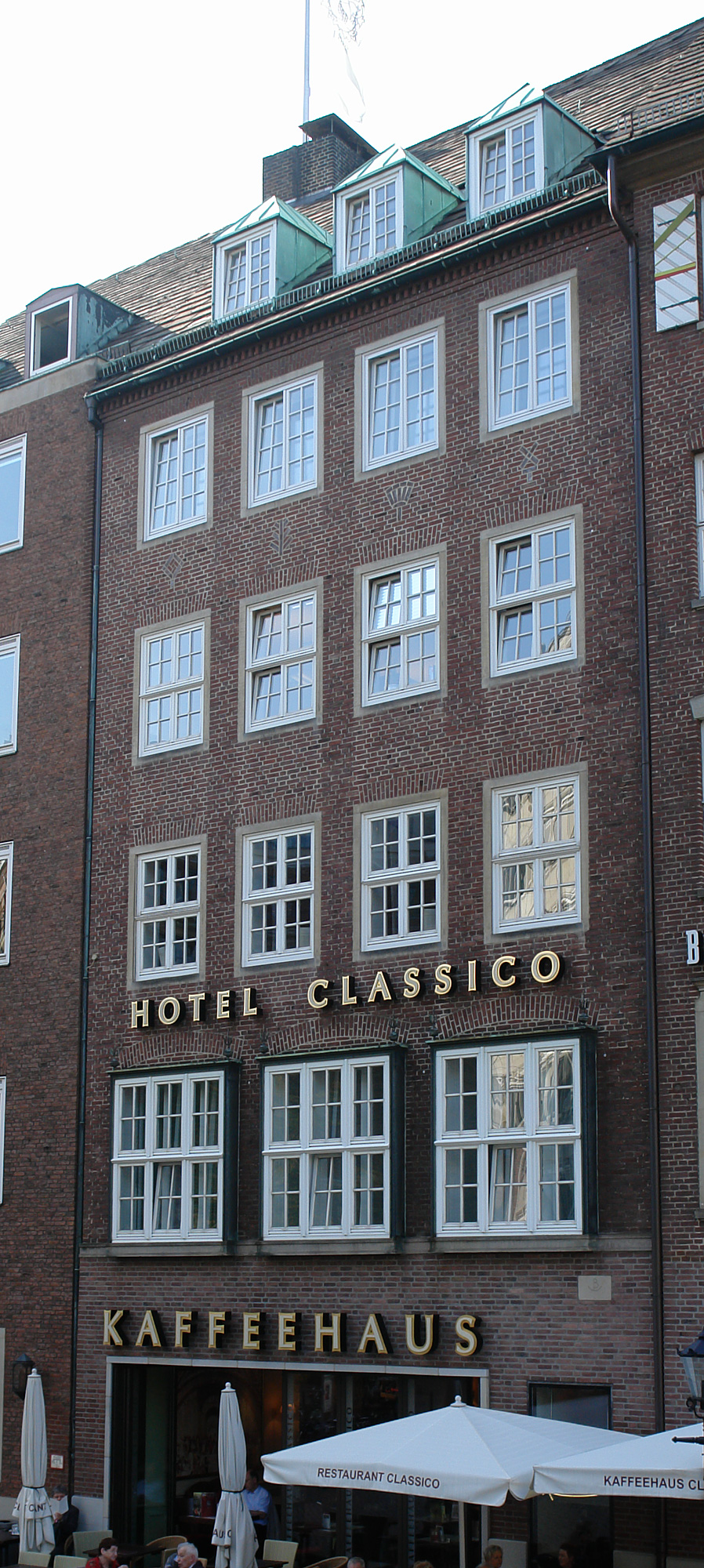
Eduscho-Haus Am Markt 18 in Bremen

Älteres Logo und Schriftzug Eduscho

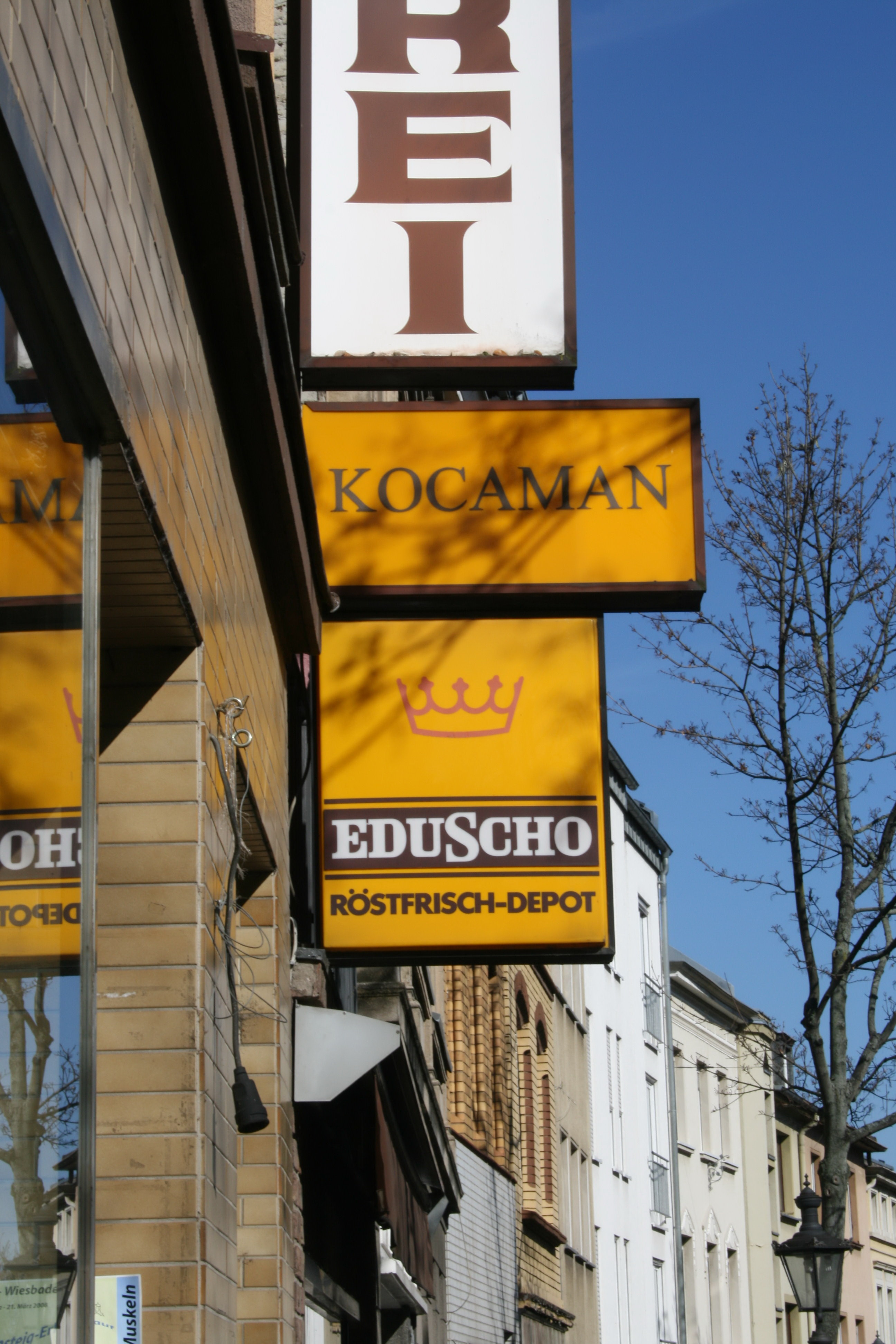
Eduscho-Leuchtreklame an der Fassade einer Bäckerei

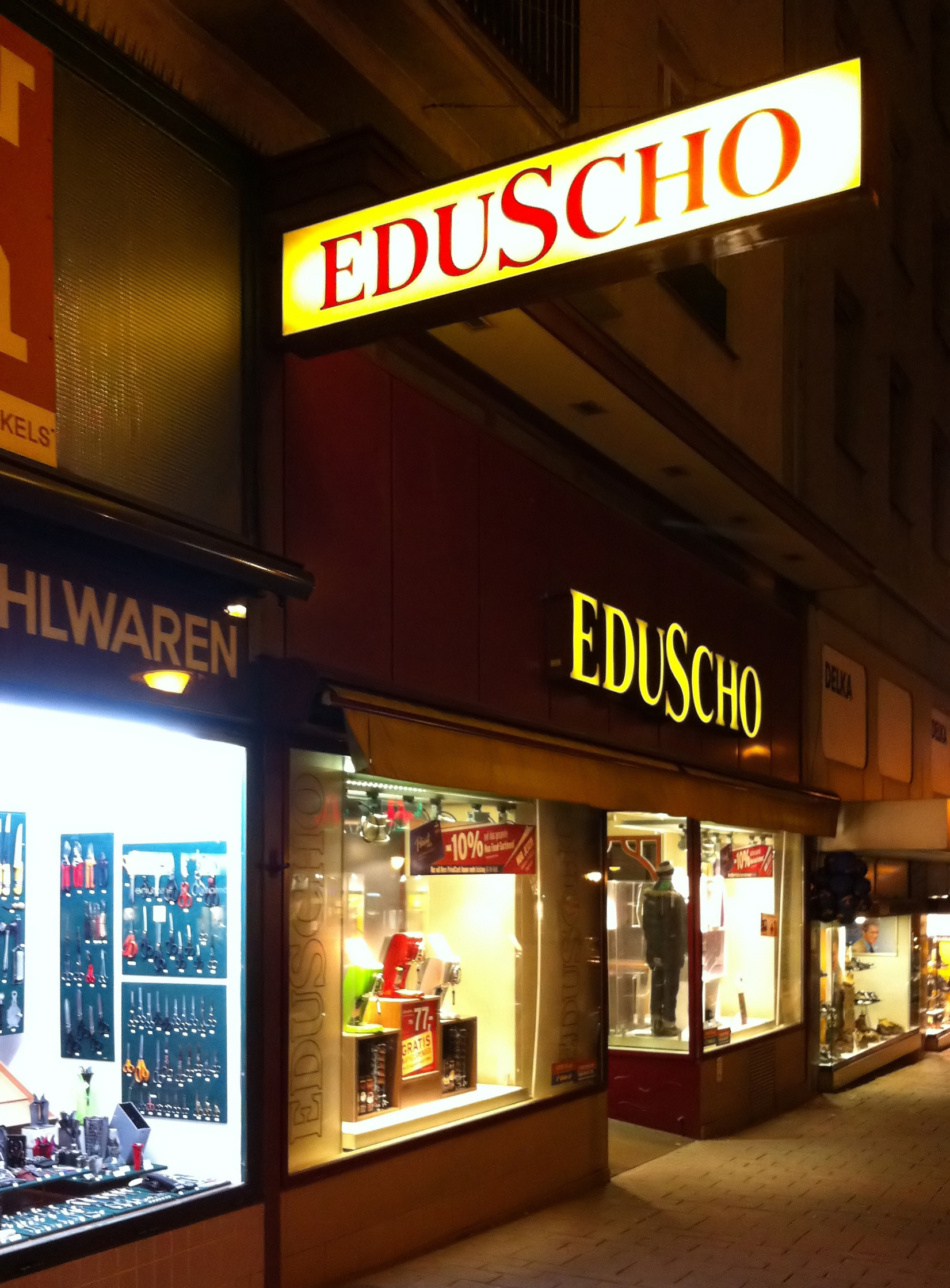
Eigenständiges Ladengeschäft der Marke Eduscho in Wien

Eduscho ist heute in Deutschland ein Markenname der Tchibo GmbH für das gleichnamige Kaffeemischprodukt, bis 2022 bekannt als Gala. In Österreich vertreibt die Tchibo GmbH zusammen mit der EDUSCHO (Austria) GmbH zwei Marken: Eduscho und Tchibo. Vor der Übernahme durch Tchibo 1997 war Eduscho in Bremen eine der größten deutschen Kaffeeröstereien. Sie wurde 1924 von Eduard Schopf gegründet, aus dessen Namen sich auch der Unternehmensname (Firma) herleitet (ursprünglich eduScho).

## Geschichte
Eduard Schopf produzierte seit den 1920er Jahren Röstkaffee, der ausschließlich per Post direkt an die Endkunden verschickt wurde. Nach seinem Tod übertrug seine Witwe Friedel Schopf 1935 die Generalvollmacht über die Eduscho Kaffeerösterei und die Vormundschaft über den damals sechsjährigen Firmenerben Rolf Schopf auf seinen Geschäftspartner Bernhard Rothfos. Kurz nach dem Zweiten Weltkrieg erfolgte die Neugründung und die Fortsetzung der Direktbelieferung. In den 1950er Jahren übernahm Sohn Rolf das Unternehmen. 
Noch in den 1980er und 1990er Jahren war Eduscho einer der führenden Kaffeeanbieter im Kooperationssektor mit kleinen, ortsansässigen Bäckereien. Diese als Depots bezeichneten Läden im Laden (Shop-in-Shop-Prinzip) bekamen im Zuge der Kooperation ein Kaffeeregal, regelmäßig auszutauschende Schaufensterdekorationen für Aktionsware („Non-Food-Artikel“, zumeist Bekleidung, Elektroartikel und Haushaltswaren) sowie eine beleuchtete Eduscho-Außenwerbung. So konnten die Kunden der Bäckerei gleichzeitig Backwaren und Kaffee kaufen.
Ein weiterer Vertriebsweg entstand durch den Betrieb eigener Filialen mit integriertem Kaffee- und Kakaoausschank an Stehtischen. Dort wurden durch eigenes Personal ausschließlich Eduscho-Produkte (neben Kaffee und Non-Food-Ware auch Schokolade, Pralinen und Tee) verkauft; ab 1969 auch in Österreich.
In den erfolgreichsten Jahren des Unternehmens (1970er/1980er Jahre) verkaufte Eduscho in großem Stil und zu sehr günstigen Preisen Güter des täglichen Bedarfs, die normalerweise im entsprechenden Fachhandel vertrieben wurden. Diese neuartige Vermarktung von zum Beispiel Fahrrädern oder Büchern sorgte für deutliche Proteste der etablierten Fachhandelsverbände; so verkauften Fahrradhändler für kurze Zeit Kaffeepakete zum Einkaufspreis. Im April 1977 verkaufte Eduscho in einer gedruckten Auflage von 200.000 Stück das bereits sehr erfolgreiche Buch Der geschenkte Gaul von Hildegard Knef zu einem ausgesprochen günstigen Preis (7,95 DM für die gebundene Ausgabe). In der Folge kopierten weitere Branchen dieses Vertriebsmodell.
Der Kaffeefachhandel dieser Zeit vertrieb noch keine Fair-Trade- oder Bio-Ware. Der Markt war unter den großen Röstereien aus Hamburg und Bremen aufgeteilt. Neben Eduscho gehörten die Kaffeesorten von Tchibo, Jacobs Kaffee und die Eigenmarken der ALDI-Handelskette zu den marktbeherrschenden Markenkaffees.

### Übernahme durch Tchibo
In den 1980er und 1990er Jahren war der Kaffeemarkt in Deutschland heftig umkämpft. Beispielhaft die Zahlen aus Oktober 1996 für den Marktanteil an Röstkaffee nach Umsatz:
1. Jacobs mit Onko und Hag 30,1 %
2. Tchibo 18,1 %
3. Melitta 11,1 %
4. Eduscho 10,6 %
5. Aldi 10,2 %
6. Dallmayr 7,4 %
7. Darboven 2,8 %
8. Sonstige 9,7 %

Da Eduscho immer weniger Umsatz und Gewinn mit dem Verkauf von Kaffee erwirtschaftete, setzte es zunehmend auf Non-Food-Artikel. Den Preiskampf in der Branche konnte Tchibo besser bestehen, weil das Unternehmen zunehmend mit den Lebensmittelmärkten zusammenarbeitete, ein Segment, das Eduscho nicht belieferte. Der Preisdruck ging vor allem von den Eigenmarken der ALDI-Kette aus. Ihre Mischkalkulation erlaubte es, mit niedrigen Kaffeepreisen Anreize zum Einkauf in ihren Filialen zu setzen. Dass Eduscho als eigenständiges Unternehmen aufgegeben wurde, verursachten letztlich die hohen Verluste insbesondere in den Jahren 1995 und 1996. Die Preise von Eduscho waren zu hoch und die Sortimente zu wenig attraktiv, außerdem fehlten die Mittel für intensives Marketing. Mit Wirkung zum 1. Januar 1997 verkaufte Rolf Schopf, der Sohn des Firmengründers, Eduscho an seinen Hamburger Hauptwettbewerber Tchibo. Der Immobilienbesitz der Eduscho GmbH & Co. KG ging an die Immobilienholding der Schopf-Familie, die H. Siedentopf GmbH & Co. KG. Tchibo strukturierte Eduscho tiefgreifend um und gab unter anderem Teile des Sortiments auf (Schokolade, Pralinen, Tee, Konfitüre). Ende 1997 gab die Tchibo Holding AG (heute: Maxingvest AG) den Übergang des Wareneinkaufs für Non-Food-Artikel von Eduscho auf Tchibo bekannt. Des Weiteren wurde ein gemeinsamer Versandhandel angekündigt. Zu diesem Zeitpunkt hatte Eduscho noch etwa 17.000 eigene Verkaufspunkte („Depots“). Im Laufe der 2000er Jahre wurde dann Eduscho als eigenständige Marke aufgegeben. Alle eigenen Verkaufsstellen in Deutschland wurden auf das Tchibo-Design umgestellt, doppelte Standorte geschlossen.

### Österreich
In Österreich haben die Marke und das Unternehmen Eduscho eine eigene Unternehmenshistorie und nahmen eine gänzlich andere Entwicklung als in Deutschland. Die Eduscho (Austria) GmbH vertreibt die beiden Marken Tchibo und Eduscho. Als etablierte Marke ist Eduscho mit einer Vielzahl unterschiedlicher Kaffeesorten und Kaffee-Mischgetränken auf dem Markt und pflegt ein eigenes Marken-Image auch im Non-Food-Bereich wie Tchibo Mobil Österreich. Tchibo/Eduscho bezeichnet sich als österreichischer Marktführer im Bereich des Röstkaffees. Die Auslandsniederlassung für Slowenien wird von dort gesteuert. 

## Siedentopf GmbH
Die ehemalige Kaffeegroßrösterei und vormalige Gummisiederei H. Siedentopf ist seit 1928 im Besitz der Eduscho-Gründerfamile Schopf. Das Geschäft wandelte sich unter der Führung von Rolf Schopf zur Immobilienholding. 2002 übernahm dessen Sohn Bernd Schopf sämtliche Geschäftsanteile. Der Immobilienbesitz von Eduscho am Europahafen in Bremen wird nach dem Verkauf des restlichen Unternehmens unter dem Namen Siedentopf weitergeführt. Im Zuge der Entwicklung der Hafengebiete hin zur Überseestadt wurde der Besitz neu gestaltet. Die erhaltenen Unternehmensgebäude in der Lloydstraße bezeichnet das Unternehmen jetzt als Kaffee Quartier. Das Hochregallager an der Oldenburger Bahnstrecke wird heute für Tchibo von der BLG Logistics Group betrieben. Auf der Brachfläche des früheren Weserbahnhofs wurde mit dem vom Architekten Helmut Jahn entworfenen Weser Tower ein Bürohochhaus errichtet.

## Publikationen (Auswahl)
- Eduscho’s illustrierte Monatsschrift, hrsg. von der Eduscho Kaffee-Großrösterei, ab Nr. 1/1933[10]
- Illustrierte Monatsschrift, hrsg. von der Eduscho Kaffee-Großrösterei. Stalling, Oldenburg[10]
- Eduscho-Mitteilungen, hrsg. von Eduscho-Kaffee-Tee-Kakao-Import, Bremen; Zeitschrift nachgewiesen bis zur Ausgabe 25.1957[10]